# Центральное кладбище (Алма-Ата)
Центральное кладбище — крупнейшее кладбище Казахстана. Общая площадь — около 200 га.

## История
Кладбище организовано в конце 1920-х — начале 1930-х годов на землях, прежде принадлежавших Иверско-Серафимовскому женскому монастырю. При этом исследователями найдено подтверждение об основании кладбища в 1932 году. Официальным документом, свидетельствующим об открытии кладбища является протокол № 69 заседания Президиума Алма-Атинского городского совета депутатов трудящихся от 10 апреля 1932 г., на котором было утверждено ходатайство городского коммунотдела об «открытии новых кладбищ».
28 декабря 1941 года на кладбище в братской могиле были захоронены ряд высокопоставленных деятелей Казахской ССР, погибших в катастрофе самолёта Г-2 под Алма-Атой. Впоследствии над могилой установлен памятник.
Первоначальная площадь кладбища составляла 11,4 га. Впоследствии кладбище периодически расширялось на основании решений Алма-Атинского городского совета депутатов трудящихся. В 1966 году по северной части кладбища была проложена дорога-дублер улицы Ташкентской (впоследствии ставшая частью проспекта Рыскулова), которая разделила территорию некрополя на две неравные части. В 1970 году кладбище было закрыто для новых захоронений и была открыта новая территория северо-западнее дороги-дублера (закрыта для новых захоронений в 1989 г.).
Официальное название «Центральное кладбище» некрополь получил решением исполнительного комитета Алма-Атинского городского совета депутатов трудящихся № 402 от 12 сентября 1977 г. «О наименовании мест захоронения в г. Алма-Ате». Общая территория кладбища к тому моменту составляла 158,2 га (старая часть — 126,2 га, новая часть — 32 га).
С 1950-х гг. кладбище становится одним из центральных некрополей Казахской ССР с местом захоронения наиболее известных в республике людей — представителей партийного и государственного руководства, деятелей культуры и искусства, военных и многих других.
На кладбище имеются мемориал погибшим в Великой Отечественной войне и секция захоронений японских солдат, погибших во время пребывания в советском плену в 1946—1948 годах в Алма-Ате.

## Надгробия, имеющие статус памятника
Ряд надгробий кладбища получили статус памятников истории и культуры местного значения. В частности, надгробия надгробия М. Ауэзову, К. Байсетивой и К. Сатпаеву получили данный статус решением Алма-Атинского горисполкома № 2 / 35 от 26 января 1984 г.:
1. Памятник писателю Мухтару Ауэзову. Сооружен в 1964 году. Скульптор — Е. В. Вучетич. В верхней части высокого серого гранитного постамента барельеф писателя. На надгробной плите текст (с именем, фамилией и датами жизни) и посвящением: «Вечно живет тот, кто миру оставил бессмертное слово». Рядом с могилой гранитная скамейка, которую венчает декорированная ваза.
2. Памятник народной артистке СССР Куляш Байсеитовой. Сооружен в 1960 году. Скульптор — А. П. Антропов. В центре сооружения, перекрытого гранитными плитами, установлена стела, со сложным рельефом, на фоне которого высечена белая фигура певицы. На плите высечены имя, фамилия и даты жизни.
3. Памятник академику Канышу Сатпаеву. Сооружен в 1968 году. Скульптор — А. П. Антропов, архитектор Н. А. Простаков. Поясная скульптура К.Сатпаеву высечена из черного гранитного блока: основание — из красного гранита. На плите отлиты в металле имя, фамилия и даты жизни.
4. Памятник композитору Мукану Тулебаеву. Сооружен в 1962 году. Скульптор — А. П. Антропов.
5. Памятник политическому деятелю Жумабаю Шаяхметову. Сооружен в 1970 году. Скульптор В. Рахманов, архитектор М. Мендикулов.
6. Памятник актёру К. Куанышпаеву. Сооружен в 1972 году. Скульптор О. Прокопьева.
7. Памятник актёру, режиссёру Ш. Айманову. Сооружен в 1974 году. Скульптор В. Федоров.
8. Памятник композитору А. Жубанову. Сооружен в 1980 году. Скульптор Е. Вучетич (разработка композиции скульпции), архитектор В. А. Демин (разработка надгробия).
9. Памятник акыну И. Байзакову. Сооружен в 1980 году. Скульптор П. Шорохова, архитектор Ш. Отепбаев.

## Галерея
Галерея захоронений, имеющих статус памятника

Надгробный памятник над могилой Мухтара Ауэзова
Надгробный памятник над могилой Каныша Сатпаева
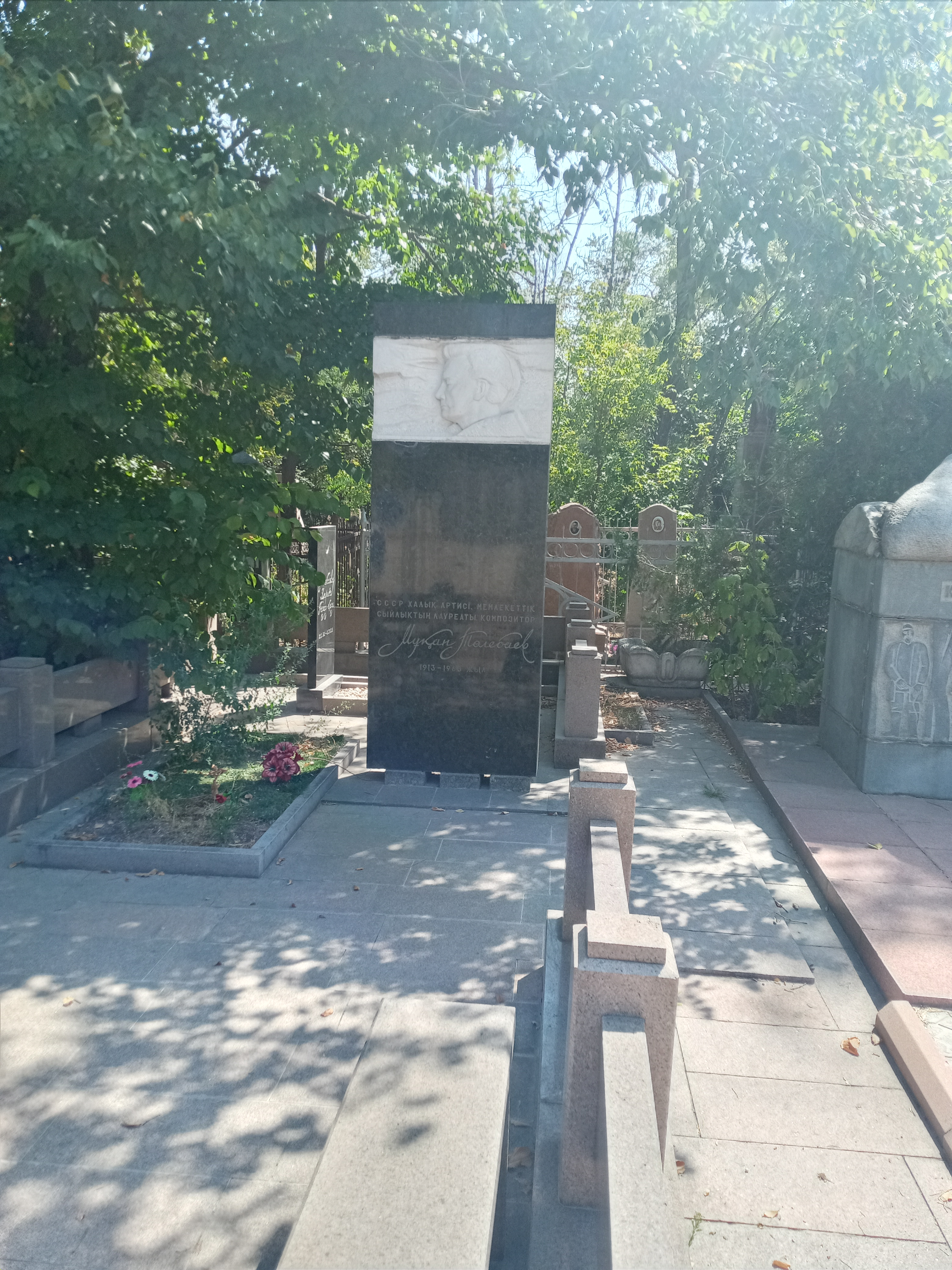
Надгробный памятник над могилой Мукана Тулебаева
Надгробный памятник над могилой Жумабая Шаяхметова
Надгробный памятник над могилой Калибека Куанышпаева
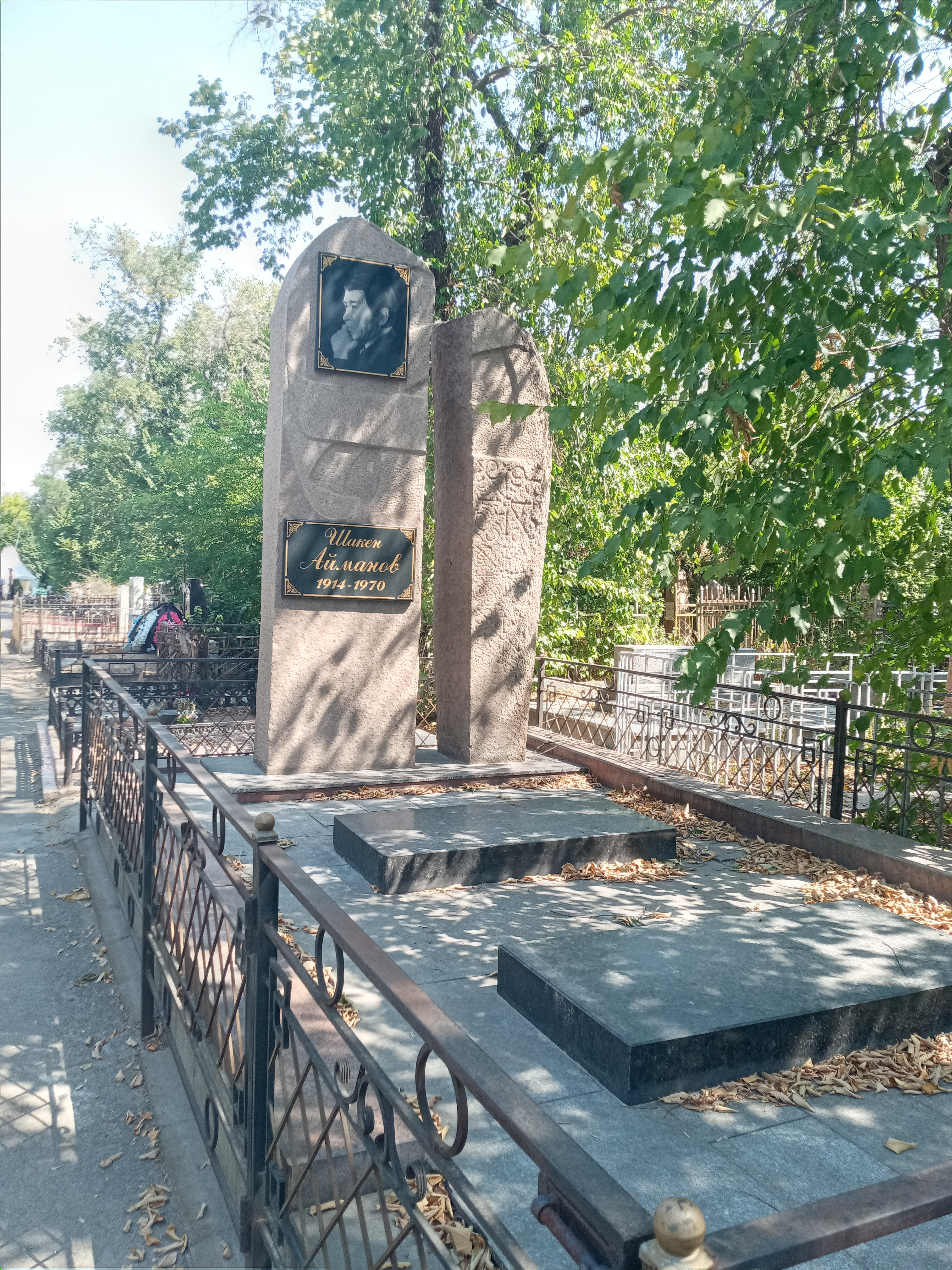
Надгробный памятник над могилой Шакена Айманова
Надгробный памятник над могилой Ахмета Жубанова

Галерея иных захоронений

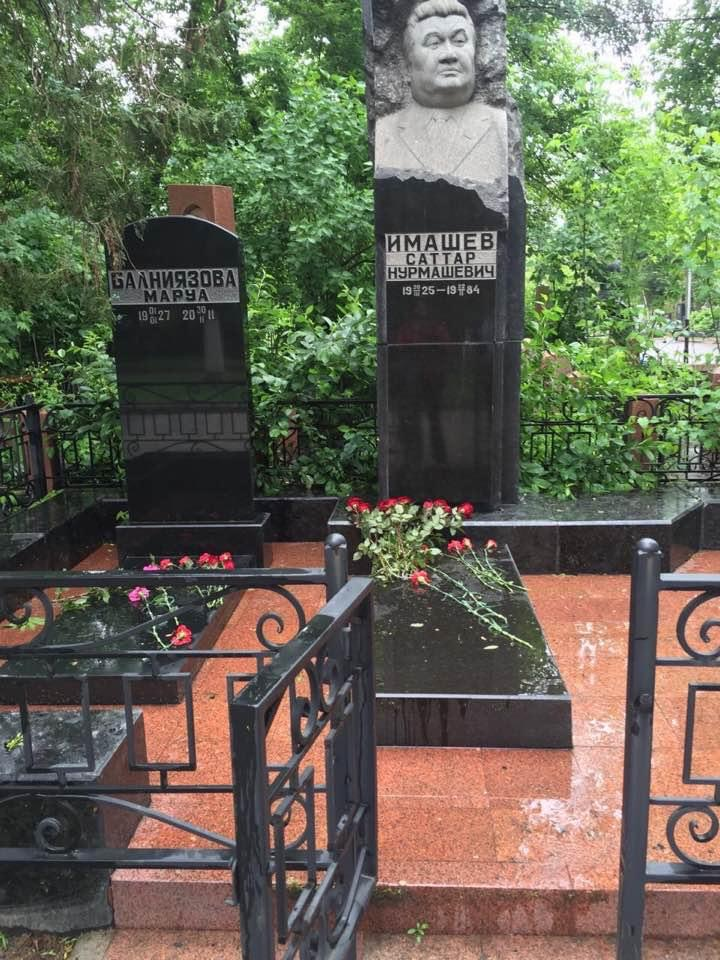
Надгробный памятник С. Н. Имашева
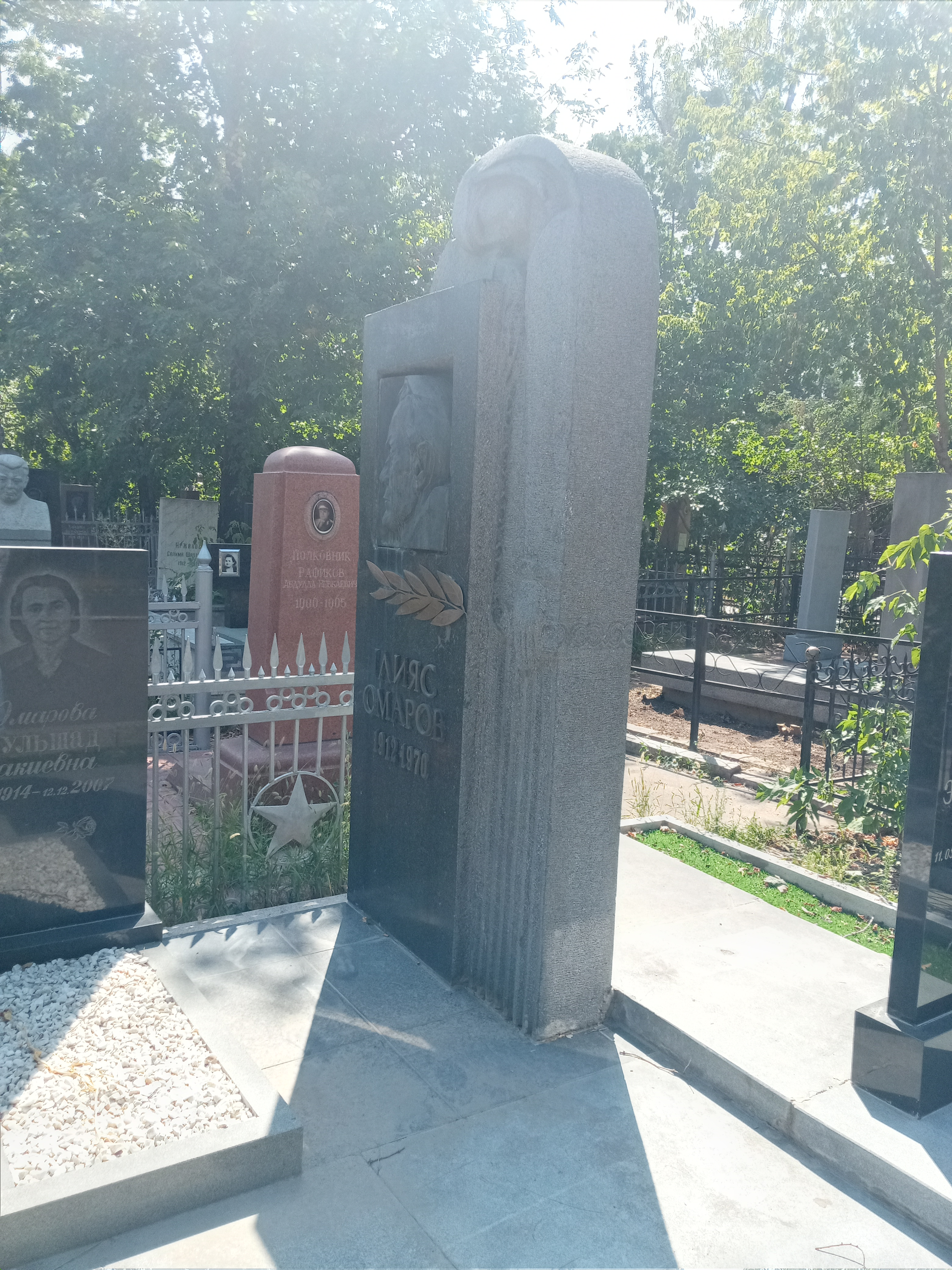
Надгробный памятник И. О. Омарова
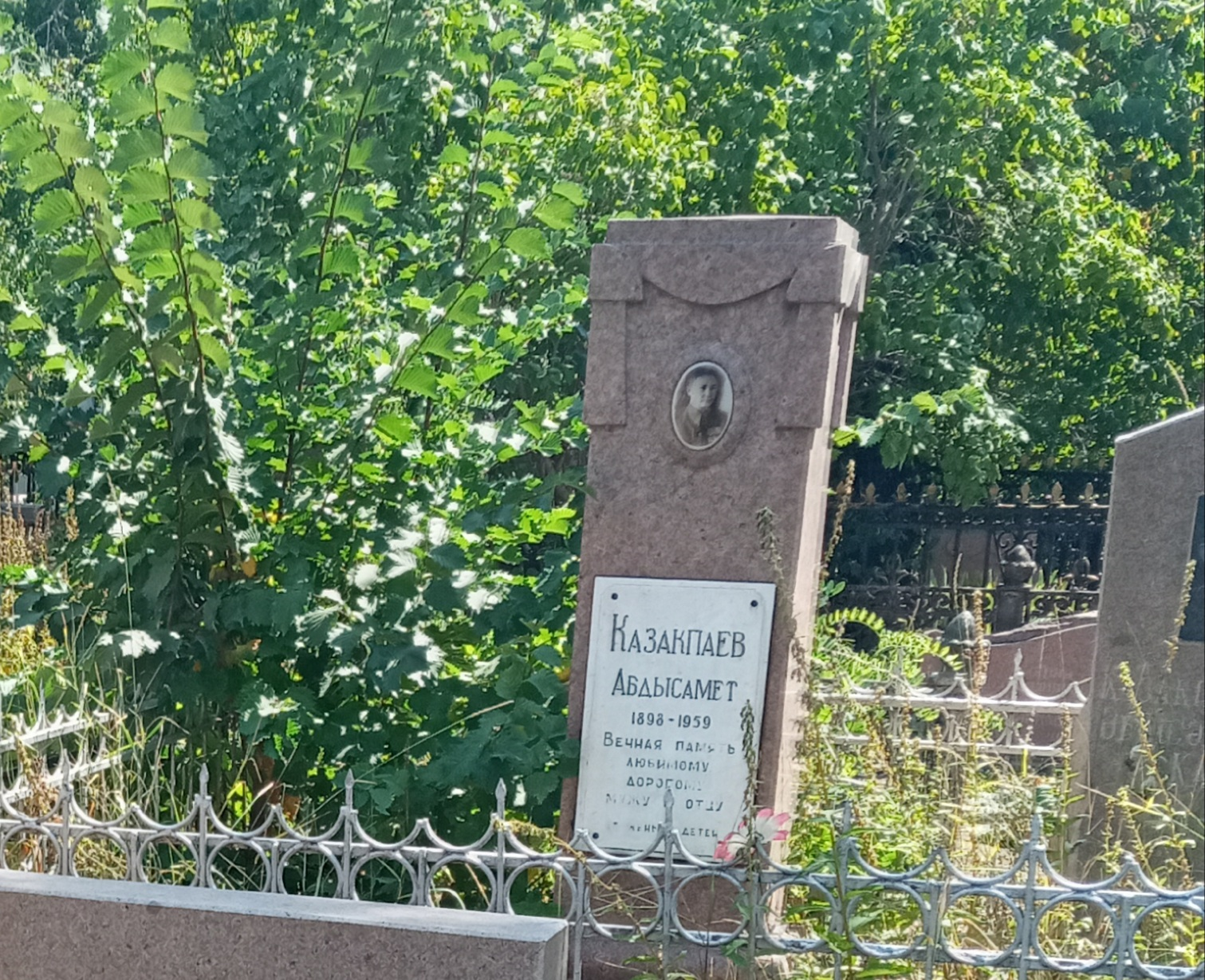
Надгробный памятник А. Казакбаева
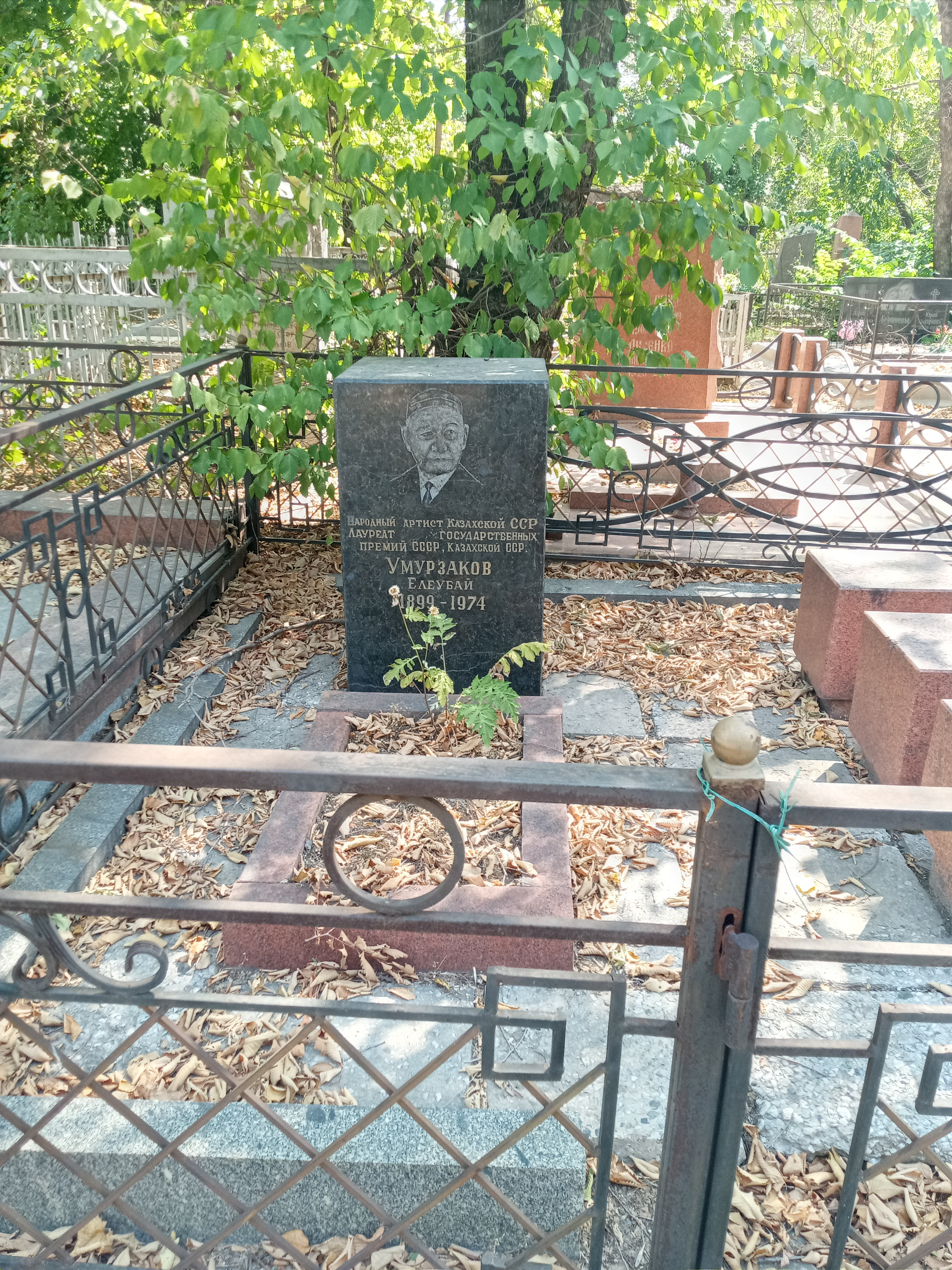
Надгробный памятник Е. Умурзакова
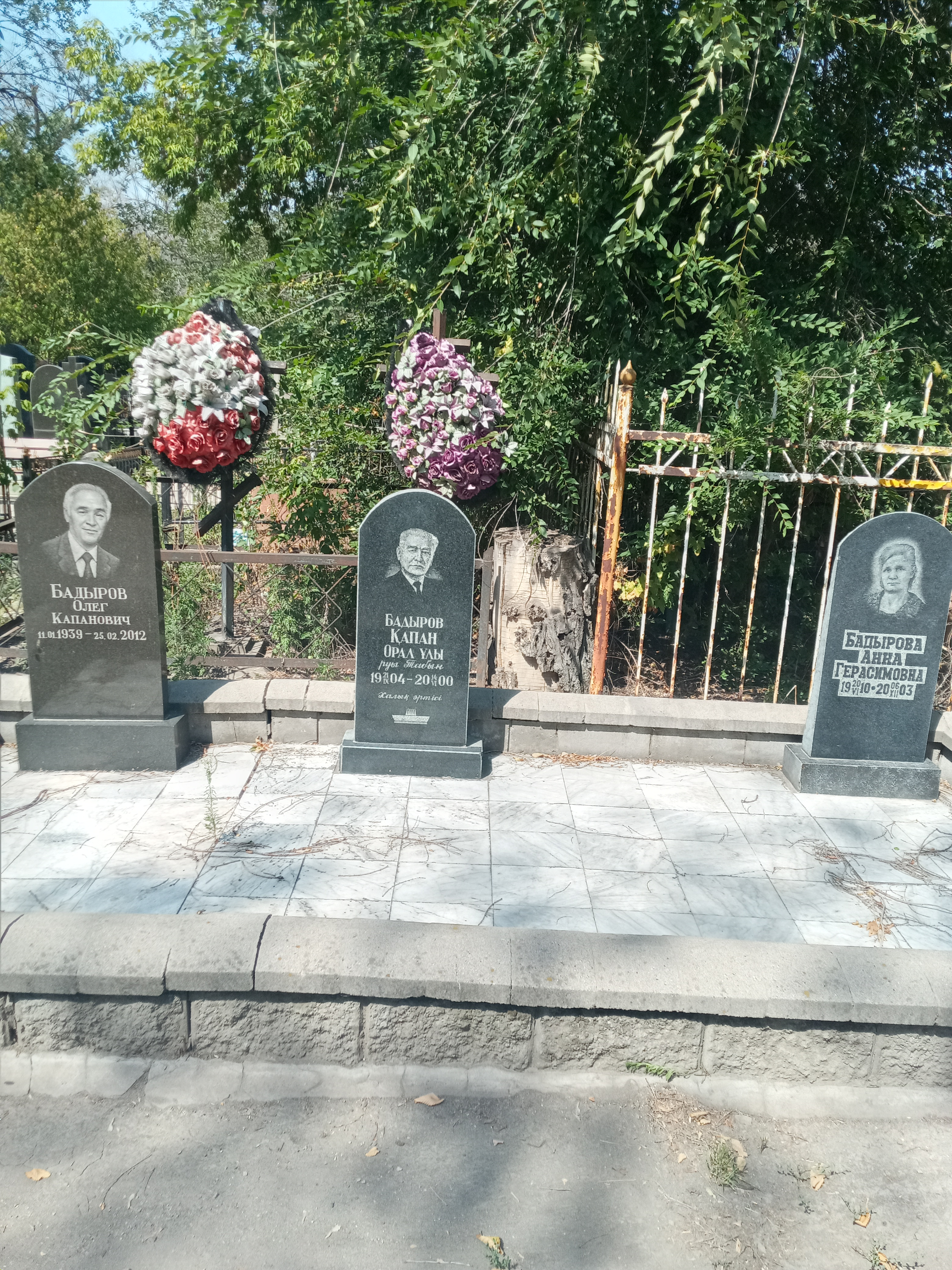
Надгробный памятник К. У. Бадырова
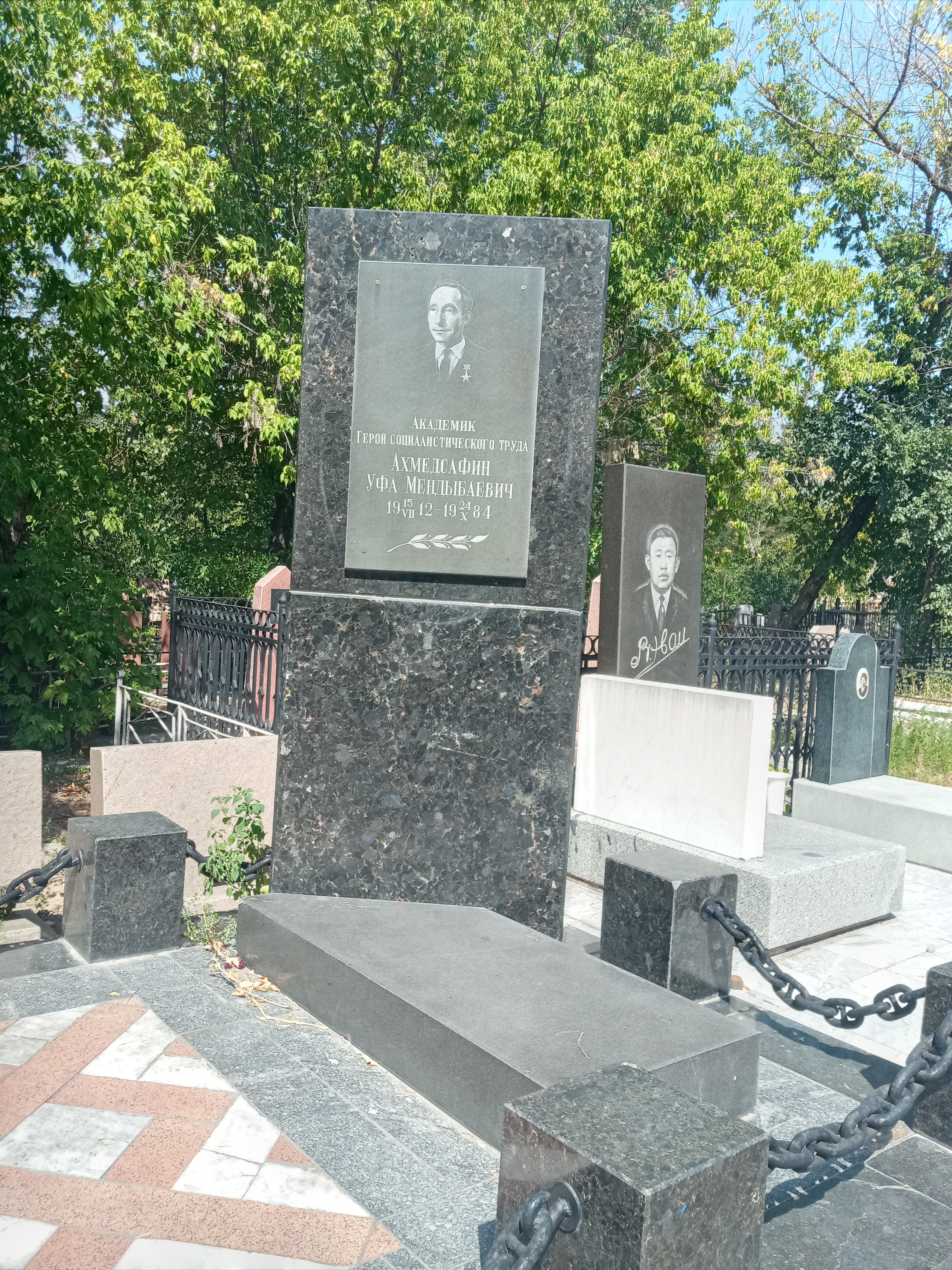
Надгробный памятник У. М. Ахмедсафина